# 로런스 러킨빌
로런스 러킨빌(Laurence Luckinbill, 본명(本名)은 로런스 조지 러킨빌(Laurence George Luckinbill), 1934년 11월 21일 ~ )는 미국의 남성 연극배우, 영화배우, 연기자, 뮤지컬 배우 겸 영화 조연출가이다.

## 생애
1955년 연극배우 첫 데뷔하였고 1968년 텔레비전 드라마에 첫 출연하였으며 1970년 미국 영화 《The boys in the band》의 조연으로 영화배우 데뷔하였고 1976년 뮤지컬 배우 데뷔하였으며 1993년 미국 다큐멘터리 영화 《Lucy and Desi: a home movie》로 영화 조연출가 데뷔하였다.

## 학력
- 미국 아칸소 주립 대학교 경제학과 학사
- 미국 가톨릭 대학교 대학원 신학과 신학석사
- 미국 뉴욕 사립 대학교 대학원 미술학과 미술학 석사